# Портрет на цигуларка
„Портрет на цигуларка“ е картина от френската художничка Ан Валяр-Костер от 1773 г.
Картината е нарисувана с маслени бои върху платно и е с размери 116 x 96 cm. На нея е представена седнала жена с цигулка в дясната си ръка, наведена над нотна тетрадка. Според изследователката на живота и творчеството на Валяр-Костер, жената на картината е една от сестрите на художничката или е част от нейния приближен кръг.
Този живопис е закупен на търг през 2015 г. за 903 000 евро от шведския музей, в който се съхраняват два от нейните натюрморти. Това е и нейната най-скъпа картина. От 1783 г. картината е собственост на френския цигулар и композитор Жан-Бенджамин де Ла Борд, който работи във френския кралски двор по време на Луи XV.
Картината е част от колекцията на Националния музей на Швеция в Стокхолм.